# Zoo Dvůr Králové
Koordinaten: 50° 26′ 4″ N, 15° 48′ 6″ O
Der Zoo Dvůr Králové ist ein 79 Hektar großer zoologischer Garten in der tschechischen Stadt Dvůr Králové. Im Marketing verwendet der Zoo den Namen Safari Park Dvůr Králové. Der 1946 gegründete Zoo ist auf die afrikanische Tierwelt spezialisiert und international bekannt für die Zucht und Arterhaltung von Nashörnern.

## Geschichte
Im Jahr 1946 eröffnete im Umfeld der Villa Neumann ein kleiner zoologischer Garten in der ostböhmischen Stadt Dvůr Králové. 1965 wurde Josef Vágner Zoodirektor, der den Ausbau des Zoos mit Fokus auf die afrikanische Großfauna vorantrieb und von Afrikaexpeditionen rund 3000 Tiere in die Tschechoslowakei brachte. 1983 wurde die Bildergalerie von Zdeněk Burian über die Entwicklung des Lebens auf der Erde eröffnet.
2009 wurde die weltweit letzte verbliebene Zuchtgruppe des Nördlichen Breitmaulnashorns – zwei Weibchen und zwei Männchen – in das Reservat Ol Pejeta nach Kenia gebracht. Neben den Schutzprogrammen für Nashornarten beteiligt sich der Zoo auch an einem Projekt zur Rettung der Riesen-Elenantilope.

## Pavillons und Sehenswürdigkeiten
- Raubtierpavillon
- Giraffenpavillon
- Afrikanische Savanne
- Madagaskar und tropischer Regenwald
- Tropensumpf und Voliere
- Wasserwelten und giftiges Afrika
- Nashörner
- Gorillas
- Drillpavillon
- Okapi
- Nilpferde
- Erdmännchen
- Safaripark und Löwen-Safari
- Afrikanische Dörfer
- Zdeněk-Burian-Galerie und Skelettexposition

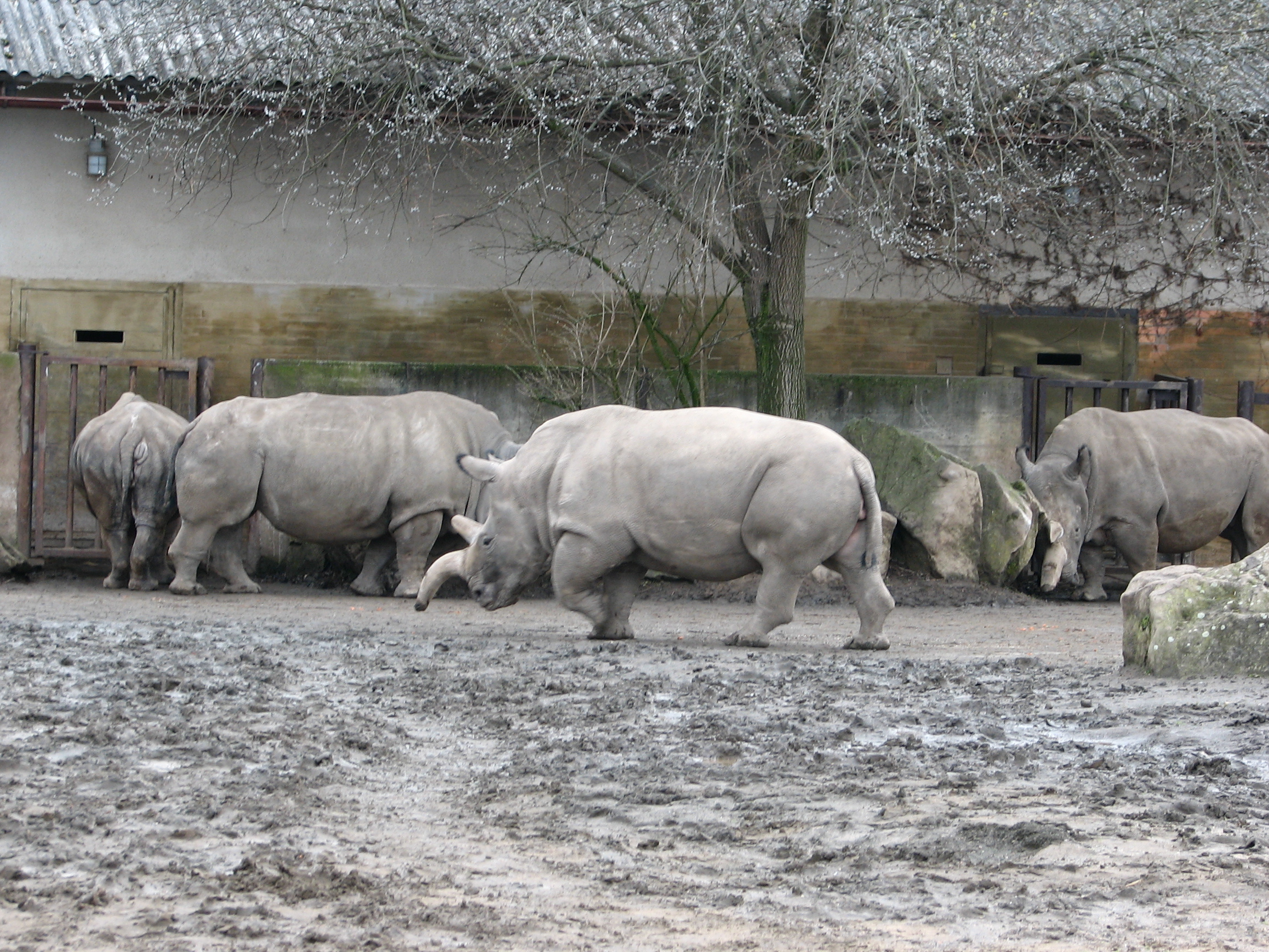
Nördliches Breitmaulnashorn
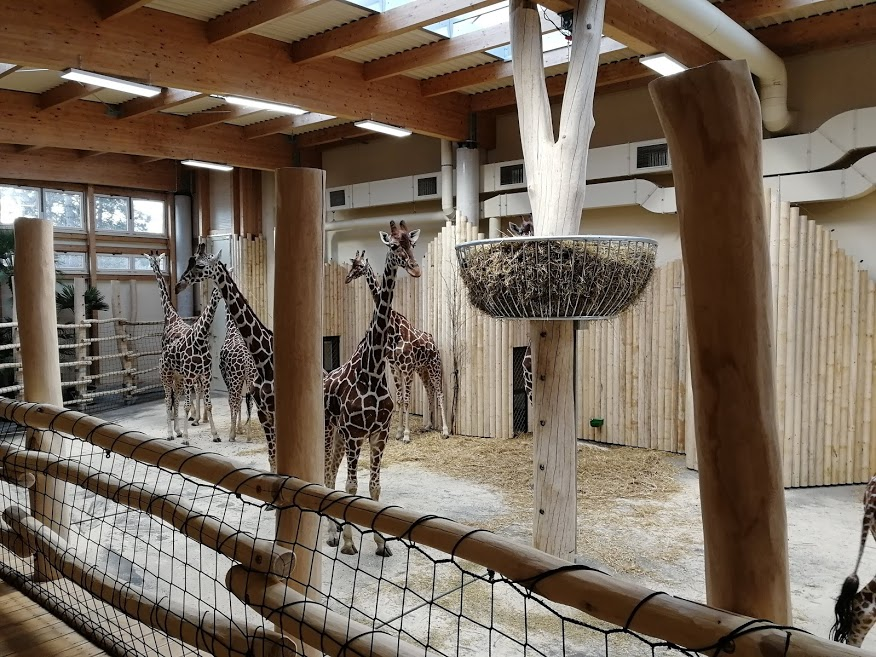
Giraffen
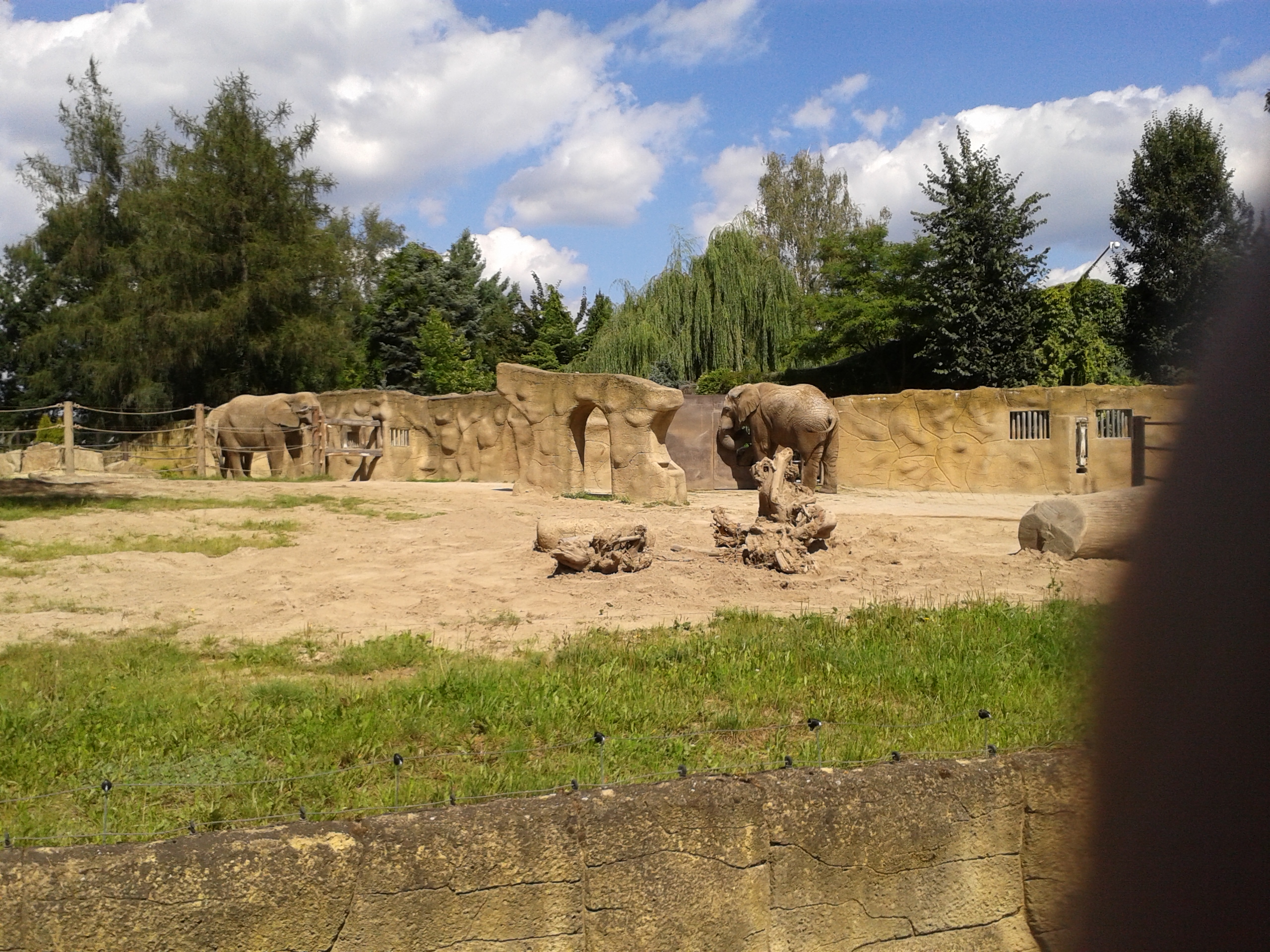
Elefantenpavillon
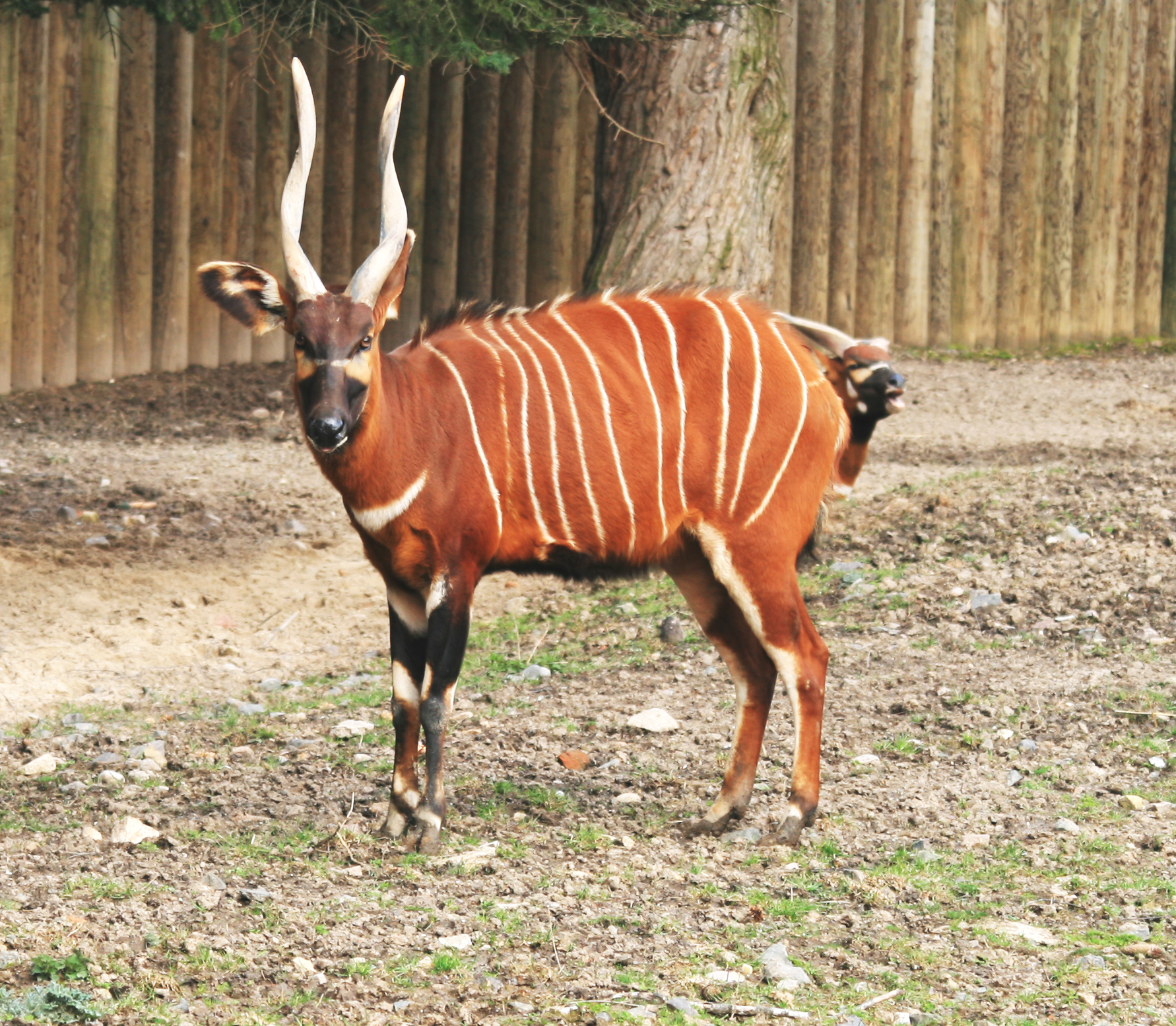
Bongo